# Gli indifferenti (film 1964)
Gli indifferenti è un film del 1964, diretto da Francesco Maselli, tratto dall'omonimo romanzo di Alberto Moravia.
La pellicola è il primo adattamento cinematografico, seguito dalla versione del 2020 di Leonardo Guerra Seràgnoli.

## Trama

Tomas Milian in una scena del film

Rod Steiger in una scena del film

In una piovosa Roma autunnale degli anni venti, attorno alla figura di Leo Merumeci, lucido e determinato uomo d'affari, tra difficoltà economiche, vuoti riti sociali, ipocrisie, noia e solitudine, si catalizza il disfacimento della prestigiosa famiglia borghese degli Ardengo.
Dopo avere per anni assecondato, quale suo amante, le illusioni vitalistiche dell'ormai spenta Maria Grazia, la madre rimasta vedova, e sostenuto con prestiti i barcollanti assetti economici della famiglia, Leo passa all'incasso.
È in possesso delle ipoteche sulla lussuosa residenza della stirpe e attraverso di esse vuole giungere sino a Carla, la giovane figlia. Non la ama, ma la sua bellezza gioverebbe alla sua immagine di uomo di successo e il nome degli Ardengo al suo prestigio sociale.
L'iniziale ripugnanza di Carla verso i corteggiamenti e i convegni clandestini con l'amante di sua madre, che, non senza cinismo si definisce «quasi suo padre», cederà di fronte alla prospettiva di una vita indigente, fuori dell'unico ambiente in cui si sente in grado di sopravvivere.
Venuto a conoscenza della relazione, il fratello Michele, in uno dei suoi impulsivi slanci romantici, dopo aver fallito un goffo tentativo di uccidere Leo, propone a Carla di lasciare insieme quel mondo vuoto e corrotto e costruirsi una vita altrove. Ma come lei si rassegnerà, cercando in una squallida relazione con Lisa, amica di sua madre e precedente amante di Leo, un riscatto alla sua stanca vita borghese.

## Produzione

### Il film e il romanzo
Giovanni Grazzini definì il film «...il più felice ...di quelli derivati sinora da opere di Moravia». Nello stesso articolo, pur all'interno di una fedele ricostruzione degli ambienti descritti nel romanzo, egli indicava un tentativo di attualizzare il film, di renderlo più moderno, in particolare ricorrendo al tema antonioniano della solitudine. Lo stesso Alberto Moravia era consapevole di tale operazione. Su ciò si accese il confronto critico. Senza una traduzione più libera e storicizzata allo stesso tempo, privati del preciso contesto storico e sociale – l'inerzia, l'incapacità propositiva della borghesia italiana del periodo fascista, di fronte al crollo degli antichi valori – di cui era sincera espressione il romanzo, i personaggi apparivano «...vecchi, polverosi e, qua e là, addirittura stantii».
Né seria ricostruzione storica, né convincente attualizzazione dei temi del romanzo, il film fu avvertito come una non necessaria operazione commerciale, sorretta dalla popolarità di Moravia – undici trasposizioni cinematografiche di sue opere nel solo periodo 1960-1964 – e da un cast internazionale di notevole livello.

### Fotografia
Solo consensi vi furono invece per lo staff tecnico, in particolare per la fotografia di Gianni Di Venanzo. In funzione di un'immagine «tragica, cadaverica, degenerata...», si cercò di lavorare con pochissima luce, «rischiando continuamente di andare in sottoesposizione, tanto che, ad un certo punto della lavorazione, Paulette Goddard ebbe ad esclamare: «Accendete la luce non ci si vede qui!».

## Riconoscimenti
- 1965 - Nastro d'argento
  - Migliore scenografia